# Ballonpost

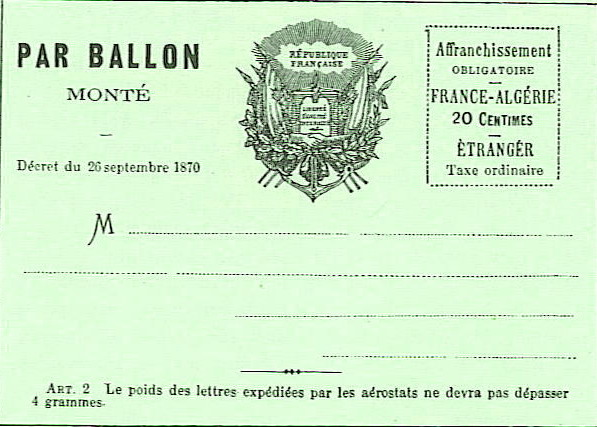
Ballonbrief

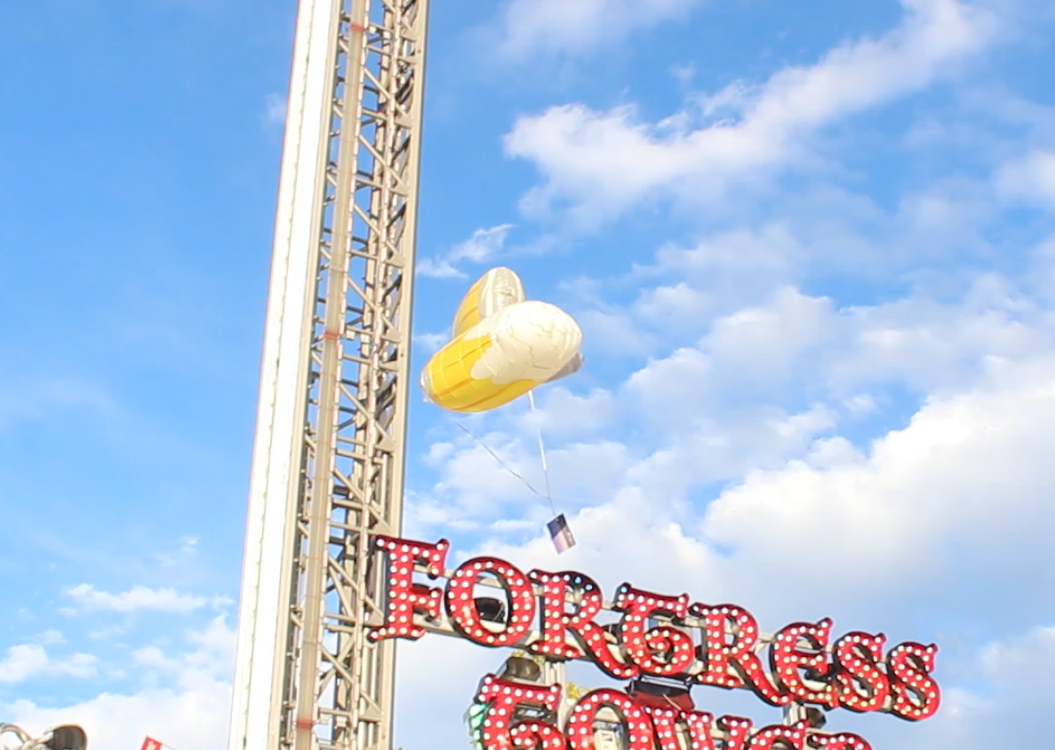
Start eines von zwei Ballonen getragenen Ballonbriefes am 27. September 2024 auf dem Cannstatter Volksfest

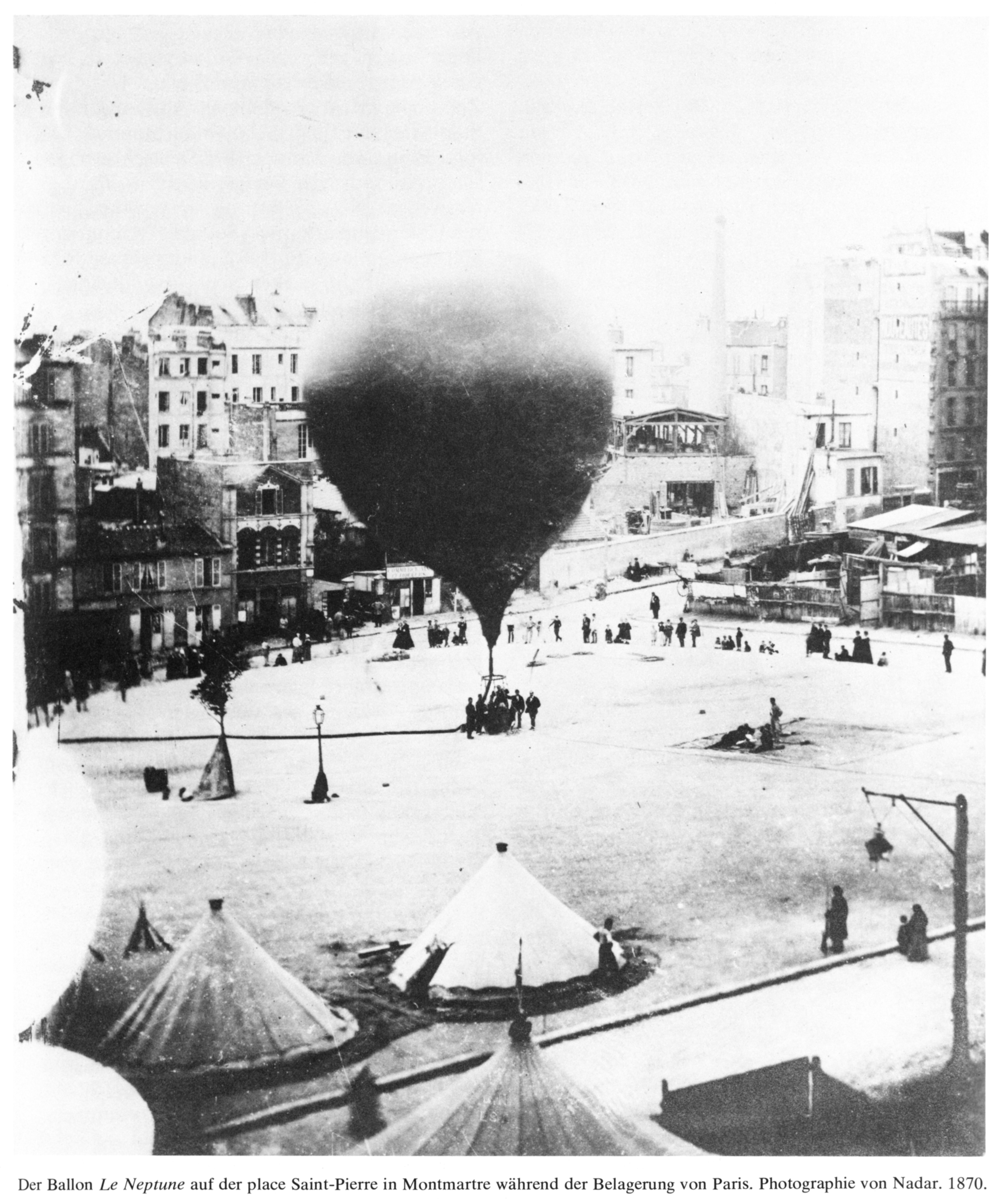
Der Ballon Le Neptune während der Belagerung von Paris 1870, Aufnahme Nadar

Ballonpost bezeichnet die Beförderung einer Postsendung per Ballon, zudem ist es die Bezeichnung der Sendung. In der einfachen Variante sind es Faltbriefe, Briefe oder Karten mit Absender, die von ungelenkten Ballonen mit unbekanntem Ziel losgeschickt werden. Für die Philatelie sind regulär beschriftete und frankierte Sendungen interessant, die den ersten Teil ihres Weges mit einem bemannten Ballon zurücklegen und am Landeort bei der Post zur Weiterversendung übergeben werden. Infolge ihrer Abhängigkeit von den Windverhältnissen kamen Ballons für Zwecke einer regelmäßigen Postbeförderung niemals in Frage.

## Ungelenkte Ballonpost
In der einfachen Variante handelt es sich um eine mit dem Namen des Absenders versehene Karte, die mittels eines ungelenkten, mit Wasserstoff oder Helium gefüllten Ballons transportiert wird. Einen konkreten Adressaten gibt es nicht, und die meisten Ballons werden nicht gefunden. In dieser Hinsicht hat Ballonpost eine große Ähnlichkeit mit der Flaschenpost. Der unbekannte Finder wird vom Absender der Ballonpost gebeten, per normaler Post darüber zu informieren, wann und wo der Ballon gefunden wurde. Häufig werden solche Ballons nämlich im Rahmen eines Ballonflugwettbewerbes losgelassen. Gewinner ist derjenige Teilnehmer, dessen Ballon am weitesten geflogen ist.
Mit Helium gefüllte kleine Ballons können mitunter beträchtliche Entfernungen zurücklegen. So flog ein am 22. November 2008 vom Österreicher Oskar Haberlandt gestarteter Ballon von Wildon, Österreich nach Mirenki (Republik Tschuwaschien) in Russland. Das ist eine Entfernung von 2321 km. Insgesamt erreichte Haberlandt in einer Versuchsreihe seit 2003 mit seinen Ballons von Österreich aus 38 Staaten in Europa. Von den über 28.000 gestarteten Ballonpostkarten gelangten knapp vier Prozent zurück zum Absender (Stand März 2009).
Daneben wurde Ballonpost auch schon wiederholt zur Verbreitung von Informations- und Propagandamaterialien eingesetzt, insbesondere für die Bevölkerung in Ländern mit diktatorischen Regierungen, da Ballonpost außerhalb des Machtbereiches dieser Regierungen gestartet werden kann und bei guter Windrichtung durchaus einige hundert Kilometer weit kommt.

## Philatelie
Philatelistisch ist Ballonpost ein Untergebiet der Aerophilatelie. Bedeutung als sogenannte Ganzstücke haben Ballonpostbriefe und -karten, die regulär postalisch frankiert und adressiert über eine erste Flugstrecke (meist) per bemanntem Heißluftballon transportiert worden sind und dann weiter mit der regulären Post. Solche Ballonpostflüge finden zu besonderen Anlässen statt, entsprechend gestaltete Vordrucke erhalten Sonderstempel. „25 Jahre Weihnachts-Ballonpost aus Christkindl“ ist etwa laufend nummeriert und erhielt nach der Ballonfahrt auch deren Daten eingestempelt: Freiballon D-ERGEE III, Start: 1. Dezember 1974 11:32 Uhr, Maximalhöhe 960 m, Distanz 30 km, Landeort Kematen/Krems, Landezeit 12:10 Uhr, Pilot Alfred Schulz.

## Bekannte postalische Verwendungen

### Deutsch-Französischer Krieg
Während der deutschen Belagerung von Paris wurden zwischen dem 23. September 1870 und dem 28. Januar 1871 von der französischen Postverwaltung, hauptsächlich nachts, 65 (oder 67) große bemannte Postballons und auch kleine unbemannte (jeder trug einen besonderen Namen), unter Ausnutzung der jeweiligen Windverhältnisse steigen gelassen, um den Postverkehr mit der Provinz aufrechtzuerhalten. Dies war die einzige Möglichkeit, Briefe aus der belagerten Stadt zu bringen. Insgesamt wurden etwa 2,5 Millionen Briefe mit einem Gesamtgewicht von 10 Tonnen verschickt.
Die besonderen, vorgedruckten Ballonbriefumschläge aus dünnem Papier waren 10 cm × 7 cm klein. Sie durften gefüllt ein Gewicht von vier Gramm nicht überschreiten und waren für Frankreich (und Algerien) mit 20 Centimes oder sonst mit normalem Auslandsporto zu frankieren. Sie trugen eine Adresse, und nach der Landung des Ballons in von den Deutschen unbesetzten Gebieten (so man sie erreichte), wurden die Briefe auf normalem Postweg weiterbefördert. Zuweilen wurden aber auch Postbeutel noch während der Ballonfahrt als Ballastabgabe abgeworfen. So gelangten viele der Briefe erst spät und auf großen Umwegen an ihr Ziel. Einige Ballons beförderten auch Brieftauben, die in der Lage waren, kleine Nachrichten zurück nach Paris zu bringen.

### Erster Weltkrieg
Aus dem Ersten Weltkrieg sind einige Ballonpostnachrichten aus der von Russen belagerten österreichischen Festung Przemyśl abgelassen worden. Dabei handelte es sich um kleine unbemannte Gasballons, an denen die Pakete mit den Postsachen befestigt waren.